# Ojo de Agua, Siltepec
Ojo de Agua är en ort i Mexiko.   Den ligger i kommunen Siltepec och delstaten Chiapas, i den sydöstra delen av landet, 800 km sydost om huvudstaden Mexico City. Ojo de Agua ligger 1 260 meter över havet och antalet invånare är 171.
Terrängen runt Ojo de Agua är bergig åt sydost, men åt nordväst är den kuperad. Runt Ojo de Agua är det ganska glesbefolkat, med 50 invånare per kvadratkilometer. Närmaste större samhälle är El Porvenir de Velasco Suárez, 14,5 km sydost om Ojo de Agua. I omgivningarna runt Ojo de Agua växer huvudsakligen savannskog.